# Pârscov
Pârscov é uma comuna romena localizada no distrito de Buzău, na região de Valáquia. A comuna possui uma área de 68.14 km² e sua população era de 6098 habitantes segundo o censo de 2007.